# Dragon Quest: Emblem of Roto
Dragon Quest: Emblem of Roto (ドラゴンクエスト列伝 ロトの紋章, Doragon Kuesuto Retsuden: Roto no Monshō) est un manga écrit par Chiaki Kawamata et dessiné par Kamui Fujiwara. Il a été prépublié dans le magazine Monthly Shōnen Gangan entre mars 1991 et mars 1997 et a été compilé en un total de 21 volumes par Enix. La version française est publiée par Ki-oon depuis mai 2014.
Il a été adapté en comic CD en octobre 1994, et en film d'animation en avril 1996. En juin 2011, le manga s'est écoulé à 15 000 000 d'exemplaires.
Une suite intitulée Dragon Quest: Emblem of Roto - Les Héritiers de l'Emblème est publiée entre 2004 et 2020.

## Synopsis
L'histoire se déroule entre Dragon Quest III et Dragon Quest I.

## Personnages
Arus (アルス, Arus)
Kira (キラ, Kira)
Yao (ヤオ, Yao)
Poron (ポロン, Poron)
Lunafrea (ルナフレア, Runafurea)

## Manga
La série est écrite par Chiaki Kawamata et dessiné par Kamui Fujiwara, et a été publiée entre mars 1991 et mars 1997 dans le magazine Monthly Shōnen Gangan publiée par Enix. Vingt-et-un volumes sont parus entre septembre 1991 et juillet 1997. Deux rééditions ont vu le jour par Square Enix, une en dix-huit volumes et l'autre en quinze volumes, et proposent de dessins retravaillés comme le désirait le dessinateur Kamui Fujiwara. La version française est publiée par Ki-oon depuis mai 2014. L'édition profite du matériel de l'édition perfect et propose ainsi des planches retravaillées,